# Cécile Delphine Gaudez-Chennevière
Pour les articles homonymes, voir Chennevière.
Cécile Gaudez puis Cécile ou Cécile Delphine Chennevière, née le 20 décembre 1850 à Saint-Étienne et morte le 8 mars 1939 à Paris dans le 17e arrondissement, est une peintre française reconnue pour sa peinture sur éventail, et également pour ses portraits.

## Biographie

### Famille, formation et débuts artistiques
Pierrette Cécile Delphine Gaudez naît en 1850 à Saint-Étienne de Jean Marie "Gustave" Gaudez, négociant, et de Pierrette Cécile Gaudez, artiste-peintre. Son oncle maternel Jean Marie Gaudez est peintre d'histoire ; son frère aîné Adrien Gaudez sera sculpteur. Elle habite Paris dès 1874 avec sa mère, sans doute à la suite du décès de son père la même année.
Cécile Gaudez devient élève de Mademoiselle Block et de Charles Camino, puis à Paris de Delphine de Cool et des portraitistes Henner et Carolus-Duran,. Elle expose des miniatures au Salon de peinture et de sculpture de 1869 (L'enlèvement d'Amymone d'après Giacomotti, porcelaine) à 1880 (Portrait de Mlle C…, miniature) ; elle réalise dans la même période une série de six huiles à motifs religieux, dont une Assomption de la Vierge d'après Prud'hon et une Nativité d'après Murillo, la plupart lui étant achetées par l'État.
Elle se marie en 1879 à Paris avec Edmond Auguste Chennevière, pharmacien à l'Assistance Publique ; le couple aura au moins deux filles. Cécile Gaudez-Chennevière continue d'abord à exposer au Salon des artistes français de 1881 (Un Menuet, éventail) à 1883, puis surtout à l'Union des femmes peintres et sculpteurs de 1883 à 1904, dont elle fait partie des pionnières.

### L'œuvre: des miniatures et éventails jusqu'aux élégants pastels
Elle se fait initialement une réputation pour ses projets d'éventail à l'aquarelle. Elle est citée au chapitre « Éventail » de La Grande Encyclopédie parmi les quelques artisans encore compétents en cet art, au début du XXe siècle,). Ses œuvres sont montées sur ivoire ou nacre par les spécialistes du moment tels Louis-Honoré Henneguy, et elle a dans sa clientèle des personnalités comme la reine du Portugal. Plus tard, elle proposera également au salon de l'Union ses aquarelles et pastels.
Elle fait partie des 72 exposantes du deuxième salon de l'Union, en 1883, où elle expose dans la section « aquarelles et émaux » ; en 1884, elle envoie « deux petites têtes de femmes à l'air penché », des éventails en 1886 dont « une charmeuse de grenouilles, jouant du luth assise sur une branche ». En 1888 et 1889, elle expose des aquarelles et un éventail, en 1898 elle envoie Allant traire les vaches (« Une fermière Trianon allant traire les Vaches, dans un encadrement coquet, trop coquet » dit la critique). En 1890, L'Observateur français trouve ses scènes d'éventail « Régence » un peu mièvres, malgré sa virtuosité, et le Gil Blas, qui habituellement est très élogieux pour l'artiste, parle de « bonnes femmes » pour ses fantaisies à l'aquarelle. Ses miniatures plaisent en 1891 à l'Union : « Et d'aucunes, comme par exemple Mme Cécile Chennevière lorsqu'elle expose une femme nue vue de dos, aquarelle absolument accomplie, peuvent dire, ainsi que dans la fable, qu'ils n'ont fait leurs tableaux si petits que pour les faire avec plus de soins » (Dame aux chrysanthèmes, et Printemps). En 1892, elle envoie des éventails.

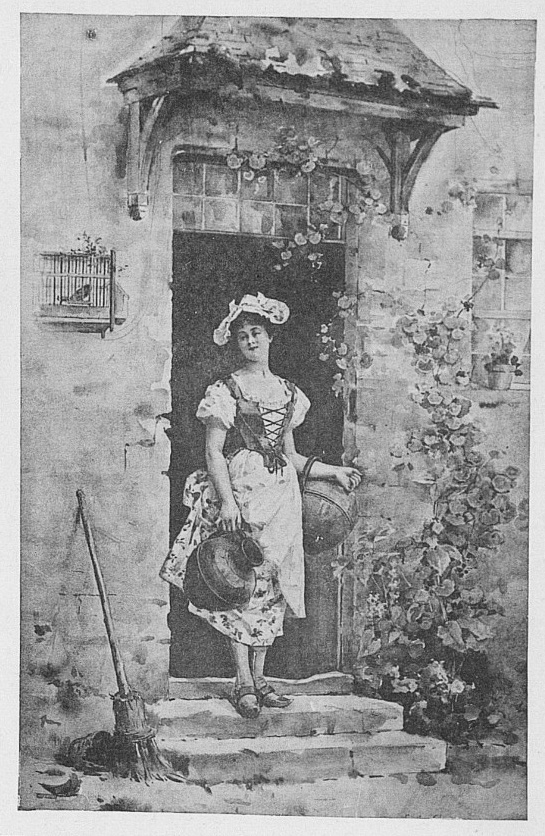
Reproduction dans L'Œuvre d'art du 15 mars 1898 de l'œuvre exposée au salon de l'Union par Cécile Chennevière, Allant traire les vaches.

En 1893, alors qu'elle présente, toujours au salon de l'Union, plusieurs études de paysages et des portraits, elle est louée par plusieurs critiques : « Sous un frais rideau de vigne, pavoisée de grandes fleurs roses et bleutées, entourée de liserons, de pivoines et de pavots, une douce chaumière s'offre à nous comme un idéal refuge rustique. Le bonheur est peut-être là. Assurément la poésie. Entrons ». Les éloges sont parfois ambigus : « Il est impossible de représenter avec plus de fine ironie, de délicatesse et de grâce, la disgracieuse élégance de la plus jolie femme du monde en costume Empire », mais la critique est surprise par la nouvelle orientation de sa production : « une révélation, avec ses aquarelles et pastels, que l'éventailliste bien connue nous ménageait ». En 1894, elle envoie encore un éventail La cigale et des aquarelles, en 1895 des aquarelles et des pastels, en 1896 des miniatures et des aquarelles (dont un portrait de Mme Henry Lecoy), en 1897 des miniatures et des pastels, et en 1898 l'aquarelle Allant traire les vaches, « Une fermière mise comme une princesse, une fermière comme on n'en rencontre pas souvent au coin d'un bois »,. En 1904 à l'Union, son Élégante romantique (aquarelle) est remarquée.
Cécile Chennevière est à l'Exposition internationale de blanc et noir en 1886 avec une « ravissante tête de femme à l'encre » ; aux artistes de Seine-et-Marne à Fontainebleau en 1887, où son aquarelle d'une jeune femme du Directoire entourée de pigeons est remarquée,. Elle est à l'Exposition universelle de 1889, et fait partie de la délégation des artistes françaises de celle de Chicago en 1893, pour des éventails. En 1895, elle participe à la seconde exposition de la Société des Femmes Artistes, scission de l'Union aux critères d'admission se voulant plus rigoureux, à la galerie Georges Petit, avec des « aquarelles traitées avec une liberté parfaite ». Elle expose la même année au casino de Trouville Attendant la diligence (qualifiée de "Grisette Louis XV" par la critique). En 1896, elle est avec cinq portraits aux Miniaturistes, à nouveau chez Georges Petit.
En 1895 et 1897, elle fait son retour au Salon avec des miniatures,.
En 1908, elle décore encore des éventails, ces « objets de parure, objets de première utilité », pour le magasin Duvelleroy.
Elle eut entre autres pour élève la portraitiste Elsie Whitmore Southwick, future Clark, de New York.

### Réception
Cécile Chennevière est remarquée par l'élégance et l'habileté de ses projets d'éventail, mais il s'agit déjà d'objets réservés à une clientèle très aisée, la période voit en effet le chant du cygne de cet élément de parure. Elle se révèle ensuite par la poésie de ses portraits et scènes de genre, dans un style « Régence » qui finira cependant par être jugé suranné par une partie de la critique. Certaines des critiques qu'elle reçoit objectivent également la grande difficulté pour les femmes artistes de la seconde moitié du XIXe siècle à imposer leur professionnalisme.
En 1895, à Ormoy-la-Rivière, près d'Étampes, Cécile Chennevière manque de se faire arrêter comme… aliénée: la conduite de cette dame bien mise qui « rôdait partout » intrigue le garde-champêtre, alors qu'elle cherche en fait les meilleurs points de vue pour peindre l'église et d'autres points du paysage. Cette anecdote rapportée par la presse de l'époque relève les risques pris alors par les femmes artistes souhaitant peindre sur le motif.
On ne trouve pas de trace de récompenses aux salons, mais quand elle expose au nouveau salon de l'Union, elle y est déjà considérée comme une référence, et « tacitement hors-concours ». Elle eut une palette large et remarquée, des éventails aux miniatures, via les scènes de genre au pastel ou à l'aquarelle, mais elle tombe dans l'oubli après le premier conflit mondial.
Elle meurt à 88 ans en 1939 à son domicile du 21 bis rue Galvani dans le 17e arrondissement et est inhumée au cimetière du Père-Lachaise.

## Œuvres dans les collections publiques
- Bordeaux, Musée d'Aquitaine : Attendant la diligence, estampe miniature en couleurs de Jean Boussod, Manzi, Joyant & Cie d'après Cécile Chennevière, 1897.
- Greenwich, Fan Museum (en) : Contempler Cupidon.
- Nashville, Vanderbilt Museum of Art : La marchande de légumes, 1896.
- Paris, Centre national des arts plastiques : six représentations de Nativités, Mariage mystique et autres scènes religieuses (1870-1880)[4].

## Galerie d'œuvres

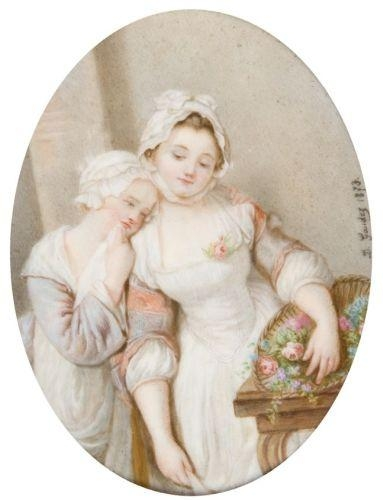
Les deux sœurs, peinture sur porcelaine, 11,5 × 9 cm, 1873.
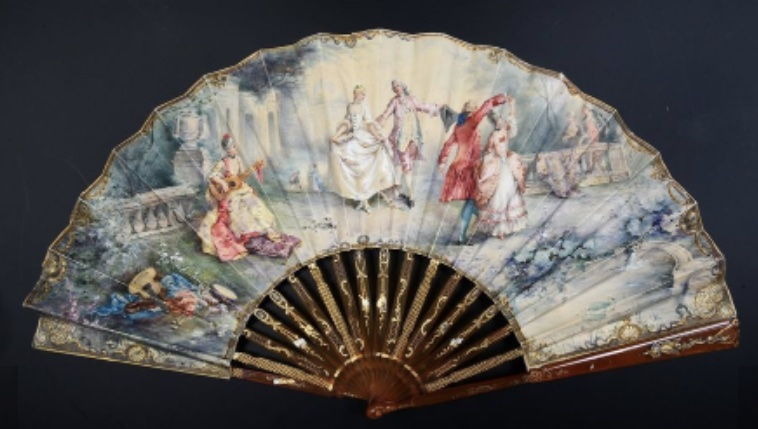
Danse dans un jardin, vers 1890.
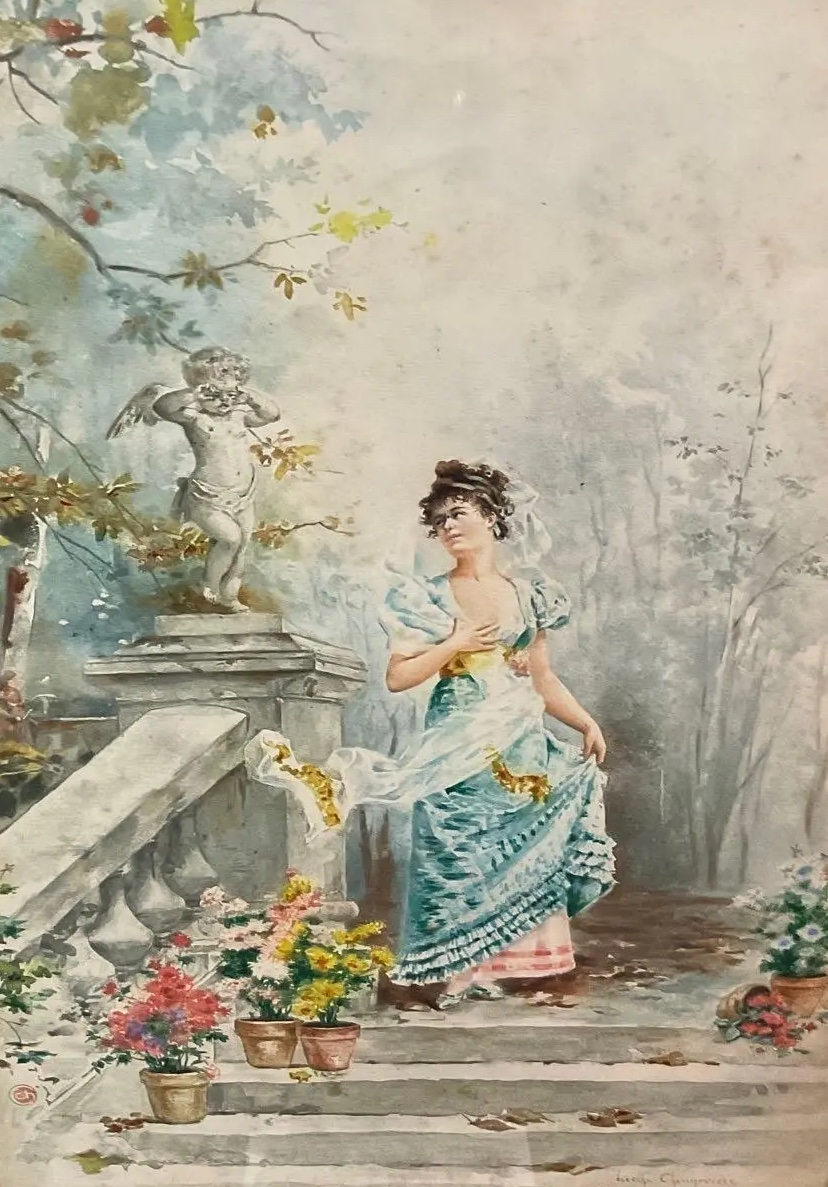
Une "fantaisie", 17 × 10 cm.
La marchande de légumes, pastel 32 × 44 cm, 1896.